# ويليام تشيونغ
ويليام تشيونغ (بالصينية: 張卓慶) هو فنان قتالي صيني، ولد في 10 أكتوبر 1940 في هونغ كونغ البريطانية في المملكة المتحدة.

## وصلات خارجية
- الموقع الرسمي
- ويليام تشيونغ على موقع IMDb (الإنجليزية)